# Оленівка (Фастівський район)
Оле́нівка (до 1917 — Геленівка) — село в Україні, у Фастівському районі Київської області. Населення становить 675 осіб.

## Географія
На південному-заході і південному-сході від Оленівки беруть початок два струмки, які на півночі зливаються в один потік який впадає в р. Стугна.

## Історія
Оленівка згадується у 1640-х роках[джерело?]. З назвою села пов’язані декілька версій.
За однією з них, пан Руліковський подарував це село з маєтком своїй дочці Гелені, назвавши його в її честь. За іншою — цей хутірець Богдан Хмельницький назвав на честь своєї другої дружини Гелени.

Ще одна версія згадує Гелену Івашкевич, якій король надав право успадкувати Гуляники 1528 року[джерело?].
У 1795 році Геленівка виділилась з Великої Мотовилівки в окреме помістя.
На початку 20 століття село було у власності відомих українських меценатів Богдана і Варвари Ханенків, яка відкрила у селі художню ткацьку школу.
У 1912—1913 рр. художник Василь Кричевський керував майстернями килимів. На стумках влаштовано численні ставки. Такий чарівний куточок України в XIX столітті і вподобала Варвара Ханенко на струмках влаштувала ставки, влаштувала парк з екзотичними рослинами. Над джерелом була встановлена фігурка хлопчика-херувимчика, яка зникла під час Німецько-радянської війни.
|                                                                                           | Перлиною Оленівки і всієї округи був власне маєток Ханенків, що стояв на узбічних неугіддях села — балках і яругах, перетворених дбайливою рукою господаря на райський куточок, по суті, на дендропарк з трьома ставками, з ялиново-дубово-грабовими гаями, ділянкою культурного елітного саду. Біля одного зі ставків під горою стояла бронзова скульптура «Амура», що із глека лив джерельну воду. Неподалік на горі серед дубів височіла водонапірна вежа — в маєтку діяв водогін. Кожна родина села вважала за обов'язок бодай раз на рік побувати в літню пору біля, як називали скульптуру, «амурчика», попити холодної води. Ми, хлопчаки, бували там частіше. Нас приваблював не так «амурчик», як таємнича біла будівля електростанції, особливо «машинерія», яку було видно через великі вікна. Збудована на межі XIX і ХХ ст. для освітлення маєтку, електростанція була зупинена в часи революції, і без діла простояла до кінця 30-х, коли нарешті взялися її пустити. І зараз уявляю розміри «динамо» — генератора постійного струму, бо саме до таких машин тоді застосовували термін «динамо». Мірилом для нього є постаті робітників. Навіть враховуючи те, що тодішні електричні машини були тихохідними і ненасиченими як за магнітними, так і за електричними параметрами, а їх тепловий режим оцінювали на дотик, потужність «динамо» була щонайменше 65—75 кВт (100 кс). Це забагато для маєтку, де не було якихось помпезних палаців чи розважальних закладів. Відомо, що Ханенки, на відміну від сучасних багатіїв, не будували дорогих «хатинок», не відпочивали в екзотичному зарубіжжі. Свої закордонні поїздки використовували для відвідин музеїв, антикварних магазинів, мистецьких аукціонів, де здобували для України дорогоцінні скарби. Будівлі в маєтку, будучи ошатними, водночас були досить скромними, одноповерховими. Можна припустити, що Ханенки, ставлячи завдання перед спеціалістами, мали на меті провести електрику якщо не в усі хати села, то принаймні на «Нумери». Цього потребувала школа, особливо ж «ткацька», для якісної роботи якої у зимову пору було потрібне добре освітлення. На таку думку наводить не тільки значна потужність, а й конструкція електромережі. |
| — Юрій БОБРАНИЦЬКИЙ, кандидат технічних наук, https://umoloda.kyiv.ua/number/170/163/5841 | |

### В радянські часи
У 1919 році після приходу радянської влади селяни Оленівки брали участь у масовому селянському повстанні мотовилівського отамана Бурлаки.
Під час колективізації у селі було утворено 3 господарства.
Населення села Оленівки Фастівського району Київської області постраждало від Голодомору-геноциду 1932-1933 років.
В 1929-30 роках минулого століття в селі було створено два колгоспи: імені ВКП(б) та «12-річчя Жовтня». В 1932 році було організовано радгосп. За невиконання плану хлібозаготівлі два  колгоспи, а також усе село Оленівка у 1932 році село було занесене на «чорну дошку».  В роки Голодомору в селі Оленівка померло 316 чоловік .
30 липня 1941 року село було зайнято німецькими військами. Під час війни у селі були члени підпільних радянських і оунівських організацій. В селі діяв кущ поліції,1942/43 розташовувався гебітскомісаріат. 6 листопада 1943 року село було відвойовано у німецьких військ.
У селі після війни розмістилася центральна садиба колгоспу ім. ВКП(б), який мав 1,7 тис. га землі, у тому числі орної — 1,3 тис. га. Виробничий напрям колгоспу — вирощування зернових культур з розвинутим м'ясо-молочним тваринництвом. Допоміжні галузі — городництво, садівництво, рибництво та бджільництво. У селі розташовані також відділок Київської овочево-картопляної дослідної станції, на базі якої працював радгосп, та філія Київської фабрики художніх виробів (на базі започаткованої ще Варварою Ханенко).
За бойові заслуги на фронтах німецько-радянської війни 77 жителів села нагороджено радянськими орденами й медалями.

### Сучасність
Під час декомунізації деякі вулиці із радянськими назвами були перейменовані, включаючи центральну вулицю Варвари Ханенко, яка називалася на честь одного з головних винуватців Голодомору Григрорія Петровського.
Оленівка має власну топографію. А її ставки – свою нумерацію та назву: Громадський, Паюловий, Марусин, Новенький, Степок, Вінницький, Максимчин та Панський. По традиції, в селі називають не вулицю, а номер кутка: перший куток, другий куток і т.д. 
Скажімо, ФАП знаходиться на 13-му кутку.

## Населення

### Мова
Розподіл населення за рідною мовою за даними перепису 2001 року:
| Мова       | Відсоток |
| ---------- | -------- |
| українська | 96,15%   |
| російська  | 3,41%    |
| інші       | 0,44%    |

## Культура
В селі знаходиться парк та каскад ставків. Є школа, бібліотека. У зв’язку з набранням чинності закону про мінімальну наповнюваність шкіл у 45 учнів, 28‑річна гімназія була закрита, оскільки в ній навчалося лише 34 дитини. Клубу в селі нема.

## GF
13 липня 2009 року на території села засноване молодіжне об'єднання під назвою Green Family (GF💚), що займається пропагандою спорту та культурного проведення відпочинку в селі. До даного об'єднання вже долучилось понад 30 осіб, що проживають на території села, у сусідніх містах і навіть країнах, та часто відвідують Оленівку.

## Сільське господарство
- Дослідне господарство «Оленівське» — керівник Грек Віктор Йорданович. Він володіє молочною фермою, яка знаходиться в селі.

## Релігія
- Збудований заново храм святого Олександра Невського (ПЦУ).

## Галерея

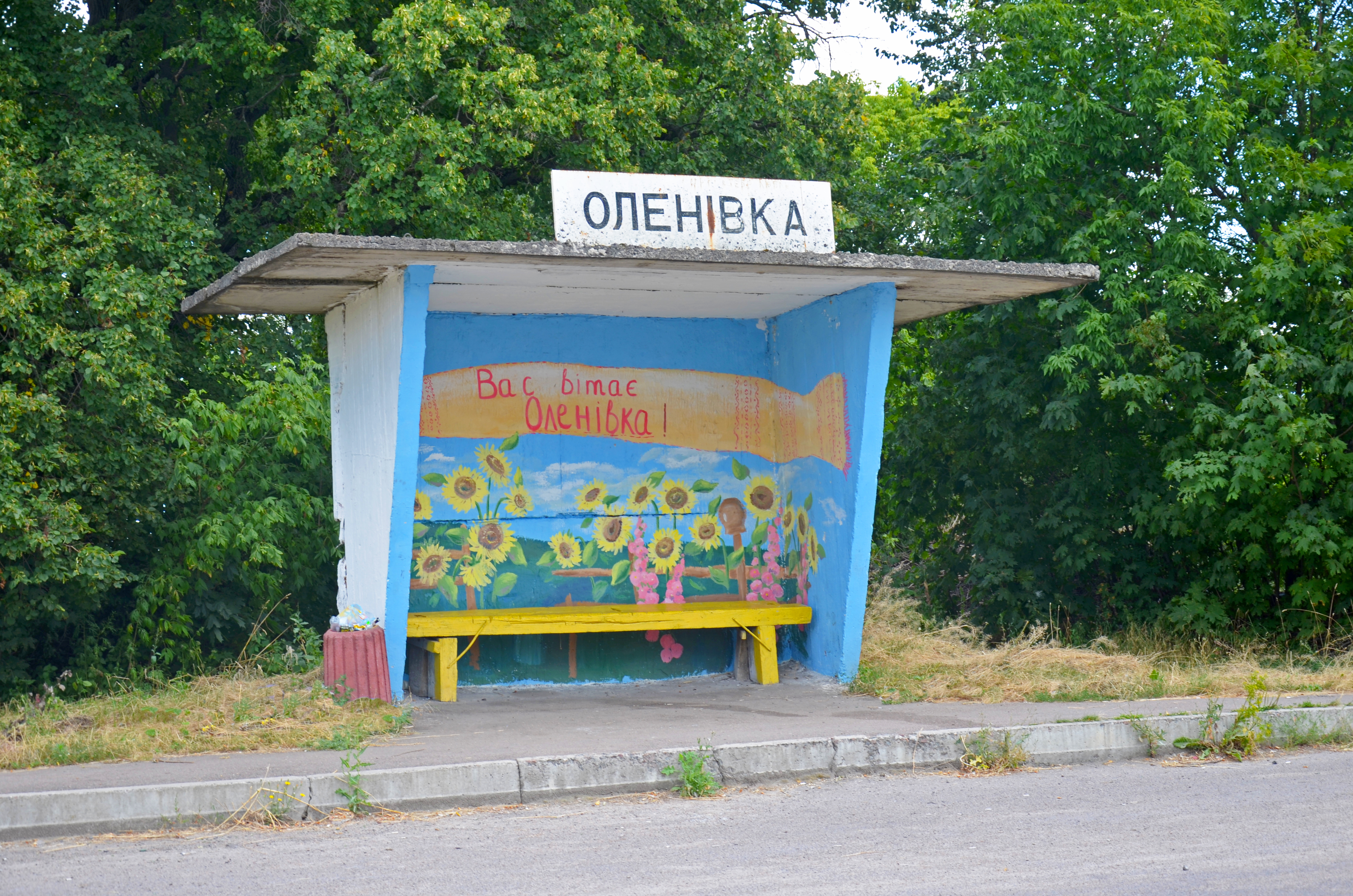
Зупинка Оленівка
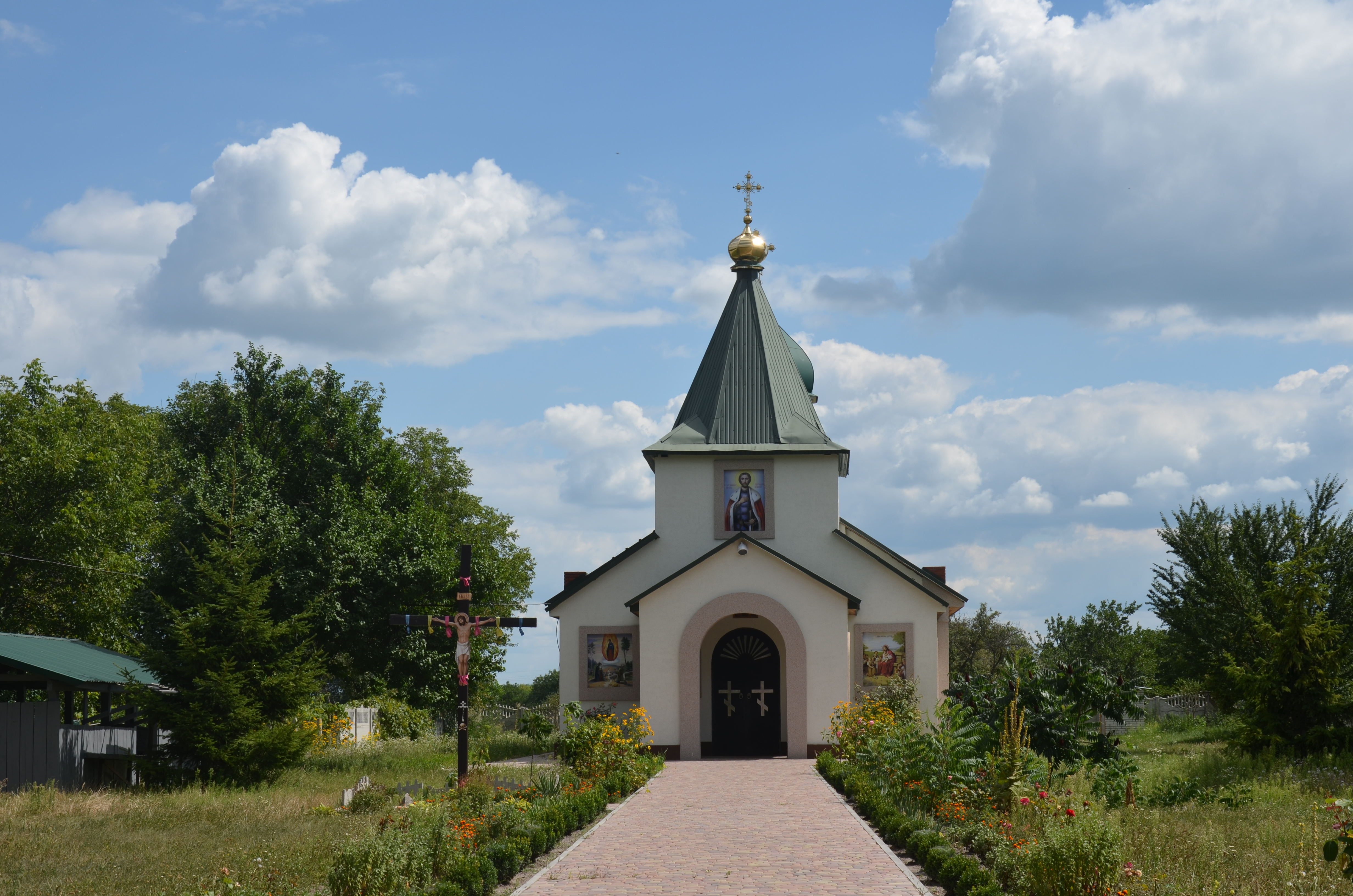
Церква в Оленівці
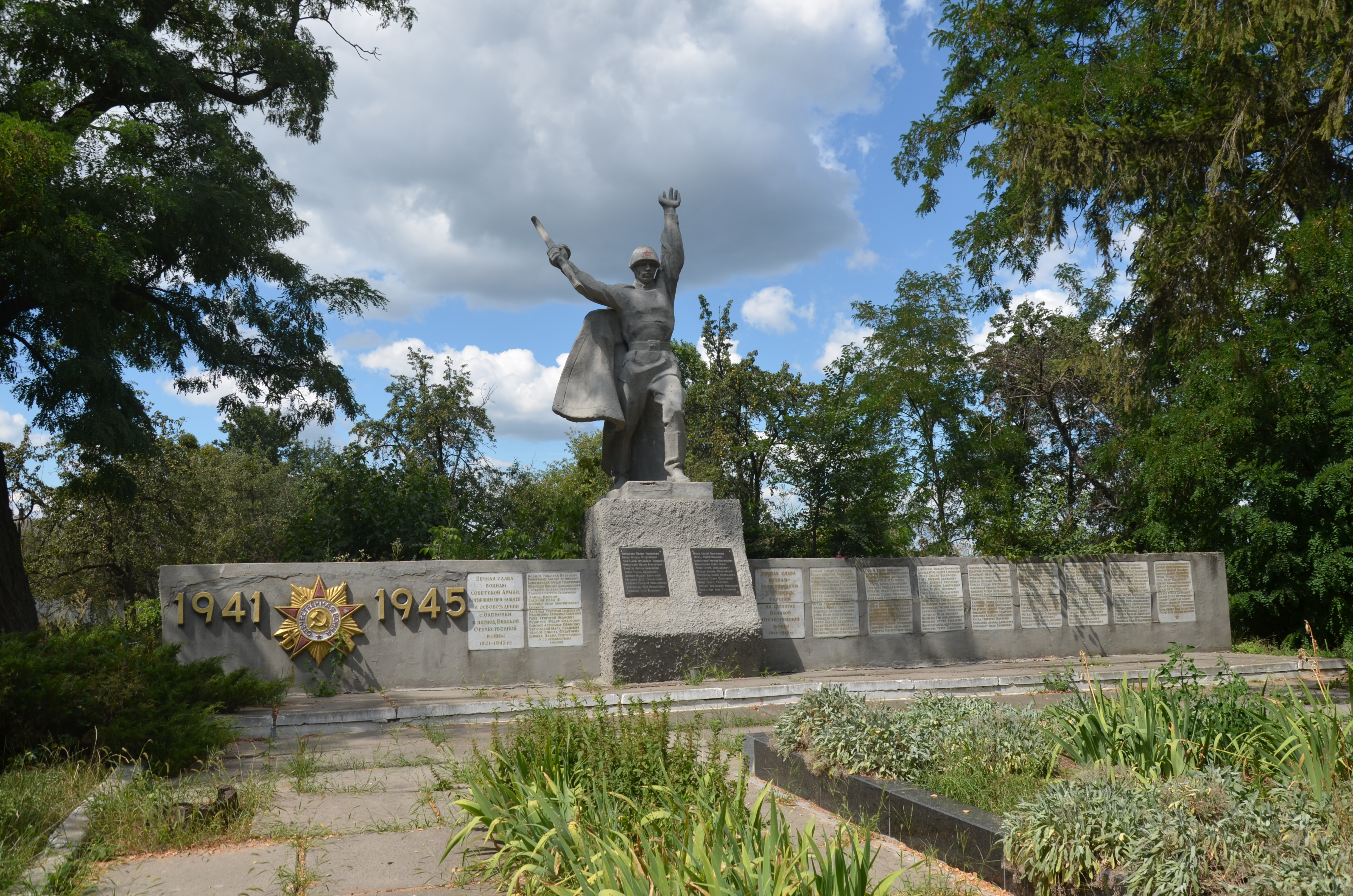
Пам'ятник солдатам Радянської Армії та воїнам-односельчанам, село Оленівка
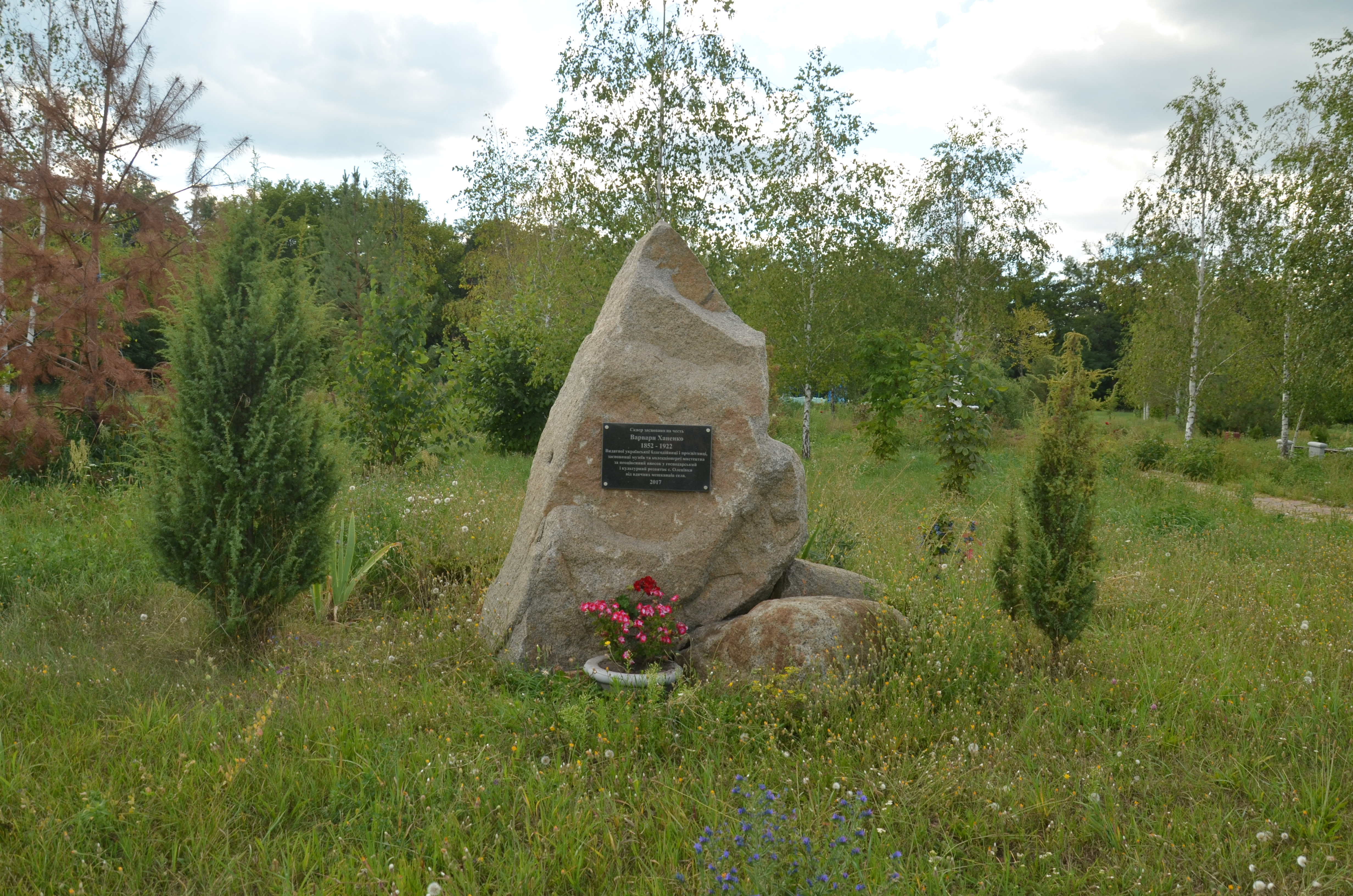
Сквер, заснований на честь Варвари Ханенко, с. Оленівка
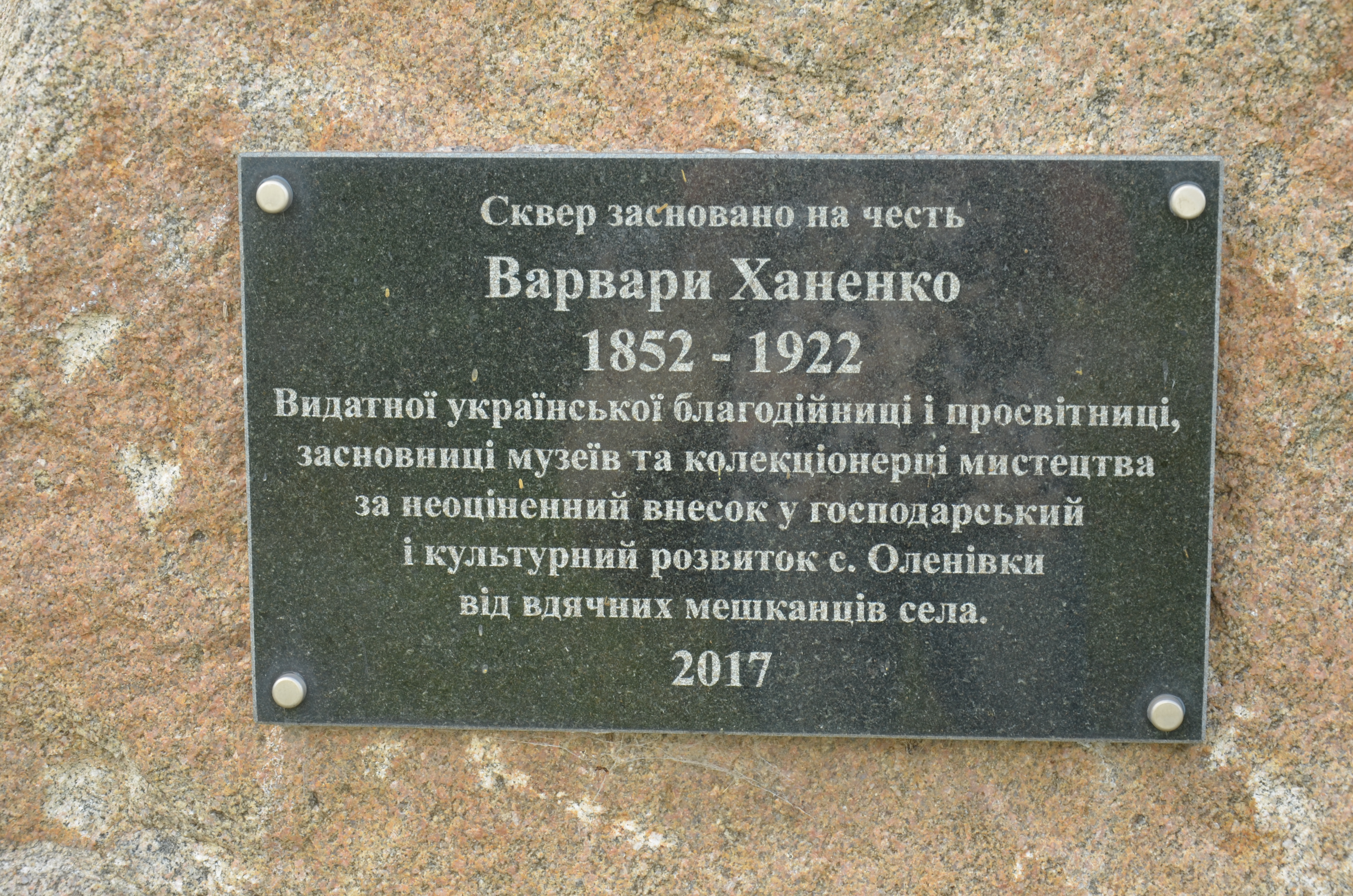
Напис на камені в сквері, с. Оленівка
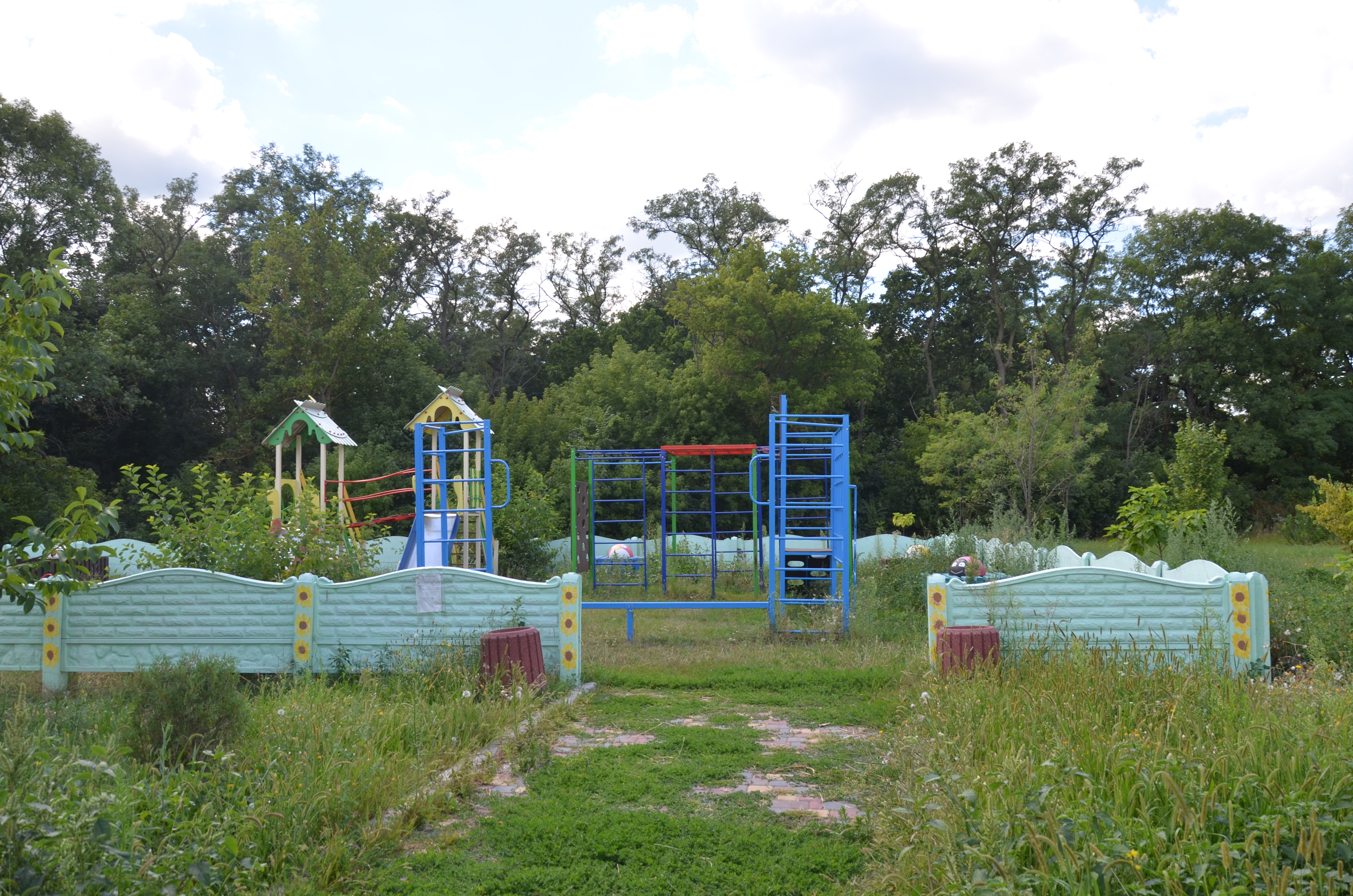
Дитячий майданчик, с. Оленівка